# خرمای کبکاب
خرمای کبکاب یکی از انواع خرما در ایران است. رنگ میوه در مرحله خارک زرد و در مرحله رطب قهوه‌ای روشن و قهوه‌ای سوخته است و در حالت رسیدن کامل به صورت قهوه‌ای تیره در می‌آید. مصرف آن بیشتر در حالت رطب و خرما است. خرمای کبکاب در حالت نارس و خارک برخلاف خرماهای دیگر طعمی تلخ دارد. میوه بیضی شکل به وزن حدود ۱۵ گرم با بافت نیمه‌خشک به رنگ زرد روشن، ضخامت پوسته در آنها ضخیم است. رسیدن خارک در اوایل امرداد ماه است ولی برداشت میوه کاملاً رسیده آن (خرما) در اواسط شهریور ماه شروع شده و تا اواسط مهر ادامه دارد. این خرما جزو ارقام تر محسوب می‌شود. خارَک این رقم قابل استفاده نیست، لذا برای مصرف می‌بایست آن را از قبل پخت و خشک کرد. رقم کبکاب از مهم‌ترین و فراوان‌ترین ارقام شهرستان دشتستان (استان بوشهر) و منطقه خشت و کمارج در جنوب استان فارس  می‌باشد. این رقم در سایر مناطق خرما خیز مانند خورموج، بهبهان، کازرون، قیروکارزین، طبس، تنگستان و فراشبند نیز به مقدار زیاد کشت می‌شود. .از نظر اهمیت اقتصادی در ایران بعد از استعمران، شاهانی و مضافتی قرار دارد.

## فرآیند رشد خرمای کبکاب
- فرودین ماه: در این ماه شکوفه‌ها بعد از شکافته شدن طاره، آشکار می‌شوند. تلقیح نخل در این مرحله صورت می‌گیرد.
- تیرماه: مرحله دوم خلال نام دارد. ثمره‌ای که زیاد بزرگ نشده و به رنگ سبز است این مرحله ثمر با وزن و حجم میوه زیاد شده و تقریباً شکل اصلی را به خود می‌گیرد.
- مرداد ماه: در این مرحله میوه رنگی می‌شود و رنگ‌های زرد و قرمز را به خود می‌گیرد، که به آن خارَک گفته می‌شود. در این مرحله میوه قابل خوردن است و هواداران فراوانی دارد.
- شهریور ماه: در این مدت میوه کاملاً رسیده و نرم شده و شیرین و آبدار است که به آن رطب می‌گویند و در مدت کوتاهی به خرما تبدیل می‌گردد.

## ارزش اقتصادی
خرمای کبکاب به دلیل طعم خوب و بافت مناسب، تقاضای مصرف بالایی در بازار داخل ایران دارد. بخش قابل توجهی از این خرما نیز به کشورهای خارجی مانند روسیه و هند صادر میگردد. شیره خرمای کبکاب به دلیل کیفیت بالا و قیمت مناسب ، تقاضای بالایی در مصارف صنعتی دارد. 